# 红马蹄草
，为五加科天胡荽属下的一个种。其种加词“nepalensis”意为“尼泊尔的”。